# Ataque al funeral de Gondar de 2022
El ataque al funeral de Gondar tuvo lugar el 26 de abril de 2022 en Gondar, Etiopía cuando un grupo de hombres armados no identificados atacó a los asistente en el funeral del jefe Sheik Kamal Legas en la mezquita de Gondar, matando al menos a 21 personas, según el Alto Consejo de Asuntos Islámicos de Adís Abeba. El Consejo de Asuntos Islámicos de Amhara denunció el evento como una "masacre" alegada por "cristianos extremistas" fuertemente armados.

## Ataque
Los hombres tendieron una emboscada a la multitud y lanzaron un artefacto explosivo, matando a tres e hiriendo a otros cinco. Otra víctima murió más tarde a causa de las heridas. El portavoz del gobierno de la región de Amhara dijo que el incidente estaba bajo investigación. Una fuente señaló que 15 personas resultaron heridas. No estaba claro a cuántos les habían disparado. Según la Iglesia Ortodoxa de Silte, tres iglesias fueron quemadas en el sur de Etiopía en lo que parecía ser una represalia. El gobierno anunció que 370 personas fueron detenidas por el incidente.

## Reacciones
El erudito musulmán Ustaz Bediru Hussien escribió: "El número de nuestros hermanos asesinados en Gondar se ha elevado a tres. Las mezquitas están siendo atacadas actualmente; hemos escuchado de los residentes que las casas están siendo saqueadas a plena luz del día y las propiedades musulmanas están siendo destruidas. Si el estado no responde de inmediato al gobierno o el gobierno federal interviene, no será fácil detenerlo".
El Alto Consejo de Asuntos Islámicos de Addis Abeba lo denunció como una "masacre planeada", afirmando que se quemaron mezquitas y el Corán, se violaron mujeres y se destruyeron propiedades musulmanas. El Consejo de Asuntos Islámicos del Estado Regional de Amhara condenó el ataque y exigió justicia. El Consejo de Asuntos Islámicos de Amhara denunció el evento como una "masacre" alegada por "cristianos extremistas" fuertemente armados.
Miles de musulmanes en Addis Abeba protestaron cerca de la gran mezquita Anwar, exigiendo justicia. Desalegn Tasew, jefe de la Oficina de Paz y Seguridad del Estado de Amhara, culpó de la violencia a los perpetradores que supuestamente recogieron piedras de la iglesia ortodoxa junto a la mezquita.